# Jiří Pavlíček
Jiří Pavlíček (*7. července 1967) je majitelem a jednatelem společnosti Aspironix s.r.o., která distribuuje zdravotnické prostředky. Přes 12 let[kdy?] byl generálním ředitelem české pobočky společnosti Johnson & Johnson.
V roce 2017 založil asociaci distributorů zdravotnických prostředků IntMeDA. Pracuje na vedoucích pozicích v oblasti dodávek zdravotnických prostředků. Je předsedou sdružení Czechmed Medical Device Association. Brzy po založení společnosti Bright Principal (2011) se stal jejím jednatelem a zůstal jím až do roku 2016, kdy byla vymazána z obchodního rejstříku.